# Радіотелескоп

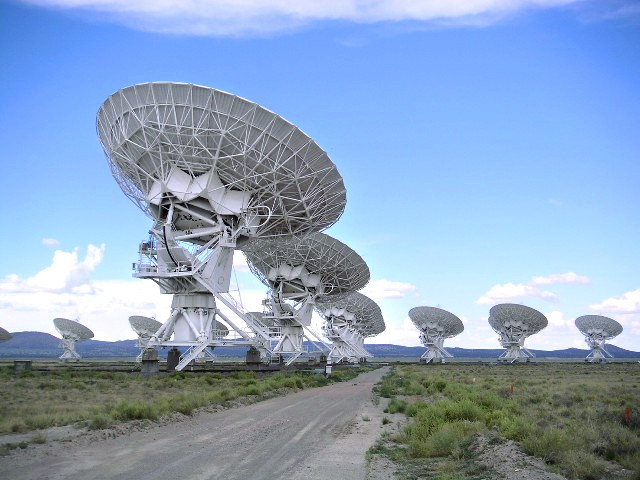
Дуже великий масив (Very Large Array, VLA) — радіотелескоп-інтерферометр, Нью-Мексико, США.

Радіотелеско́п — астрофізичний прилад для приймання електромагнітного випромінювання космічних об'єктів у діапазоні частот від десятків МГц до десятків ГГц (від декаметрових до міліметрових хвиль) і дослідження його характеристик: координат джерел, просторової структури, інтенсивності випромінювання, спектру і поляризації.
Антени деяких радіотелескопів схожі на звичайні рефлектори. Вони збирають радіохвилі у фокусі металевого увігнутого дзеркала, яке можна зробити ґратчастим і величезних розмірів — діаметром у десятки метрів. Інші радіотелескопи — це величезні рухомі рами, на яких паралельно один одному закріплені металеві стрижні або спіралі. Радіохвилі, що надходять, збуджують у них електромагнітні коливання, які після підсилення потрапляють на дуже чутливу приймальну радіоапаратуру для реєстрації радіовипромінювання об'єкта.
Серед інших астрономічних інструментів радіотелескопи досліджують електромагнітне випромінювання найнижчих частот. Гравітаційні хвилі вловлюються лазерними інтерферометричними гравітаційно-хвильовими обсерваторіями. Вищі частоти досліджують такі прилади:
- Субміліметрові телескопи — калтекська субміліметрова обсерваторія, телескоп імені Джеймса Клерка Максвелла, субміліметрові детектори також було встановлено на космічних апаратах «Планк» і «Гершель»;
- Інфрачервоні телескопи — діапазон теплового (інфрачервоного) випромінювання;
- Оптичні телескопи (іноді спостерігають ближній інфрачервоний і (або) ближній ультрафіолетовий діапазон);
- Рентгенівські телескопи — Ухуру, Ariel V, Чандра, XMM-Newton
- Гамма-телескопи — Комптон, ГТ-48, GLAST, Swift, INTEGRAL.

## Будова та принцип дії
Радіотелескоп складається з антенної системи і радіоприймального пристрою — радіометра. Конструкції антен відрізняються великою різноманітністю, що обумовлено дуже широким діапазоном довжин хвиль, які використовуються в радіоастрономії (від 0,1 мм до 1 000 м). Для спрямування антен в область неба, яка досліджується, їх встановлюють зазвичай на азимутальних монтуваннях, що забезпечують повороти по азимуту та висоті (повноповоротні антени). Існують також антени, що допускають лише обмежені повороти, і навіть повністю нерухомі. Напрям прийому в антенах останнього типу (зазвичай, дуже великого розміру) досягається шляхом пересування опромінювача, що сприймає відбите від антени радіовипромінювання.
Для спостереження на коротких хвилях поширені дзеркальні параболічні антени, встановлені на поворотних пристроях, що служать для наведення радіотелескопів на джерело радіовипромінювання; за принципом дії такі радіотелескопи аналогічні оптичним телескопам-рефракторам. Часто використовуються комбінації ряду дзеркальних антен, що сполучені кабельними лініями в єдину систему — «ґрати». Для спостереження на довгих хвилях використовуються ґрати з великого числа елементарних випромінювачів — диполів.
Радіотелескоп повинен володіти високою чутливістю, що забезпечує реєстрацію якомога слабшого потоку радіовипромінювання, високою роздільною здатністю, що дозволяє спостерігати менші просторові деталі досліджуваних об'єктів. Мінімальна густина потоку {\displaystyle \Delta P}, що реєструється, визначається співвідношенням:
{\displaystyle \Delta P={\frac {P}{S{\sqrt {t\Delta f}}}}}
де {\displaystyle P} — потужність власних шумів радіотелескопа, {\displaystyle S} — ефективна площа (збиральна поверхня) антени, {\displaystyle \Delta f} — смуга частот, що приймаються, {\displaystyle t} — час накопичення сигналу.
Для поліпшення чутливості радіотелескопів збільшують їх збиральну поверхню та застосовують малошумні приймальні пристрої на основі мазерів, параметричних підсилювачів тощо. Роздільна здатність {\displaystyle q} радіотелескопа (в радіанах):
{\displaystyle q>{\frac {I}{D}}}
де {\displaystyle I} — довжина хвилі, {\displaystyle D} — лінійний розмір апертури антени.
Найбільші дзеркальні антени (діаметром до 100 м на сантиметрових хвилях) мають роздільну здатність близько 1 кутової секунди, що можна порівняти з можливостями неозброєного ока[джерело?][уточнити]. Труднощі створення радіотелескопів великих розмірів із суцільним дзеркалом змушують широко використовувати ґрати, а для отримання двовимірного «зображення» — хрещаті, кільцеві та інші антени з незаповненою апертурою.

### Апертурний синтез
Найрадикальнішим шляхом отримання високої роздільності в радіоастрономії є складання (синтез) антенного пристрою великої апертури із декількох порівняно невеликих антен, які в процесі спостережень рухаються одна відносно одної відповідно до заданого руху великого антенного пристрою (уявного або фіктивного). Існуючі радіотелескопи апертурного синтезу дозволяють одержувати радіозображення з роздільністю близько 1 кутової секунди. Радіотелескопи, що складаються із системи окремих антен, віддалених одна від одної (іноді на багато сотень км), за допомогою яких проводять одночасні спостереження космічного радіоджерела, дають змогу дізнатися про структуру радіоджерела й виміряти його кутовий розмір, навіть коли він значно менший кутової секунди.
У системах радіоінтерферометрів із надвеликими базами роздільна здатність досягає порядку 10-2—10-4 кутової секунди.

## Історія та розвиток

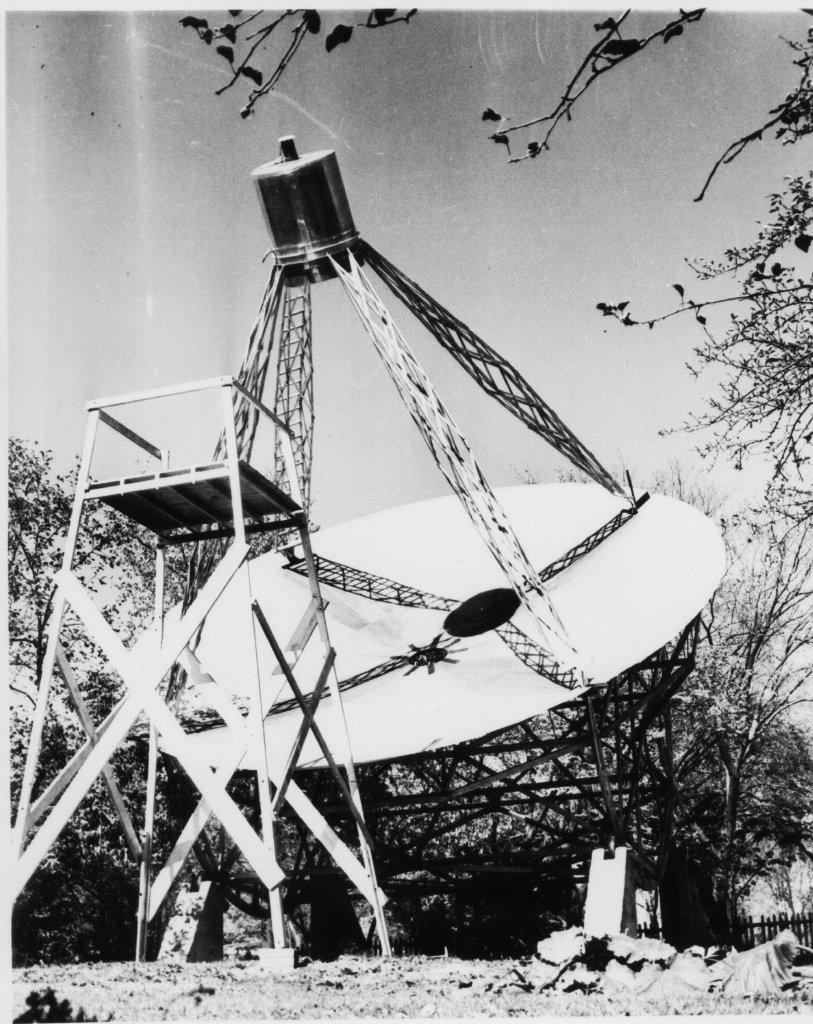
Радіотелескоп Грота Ребера

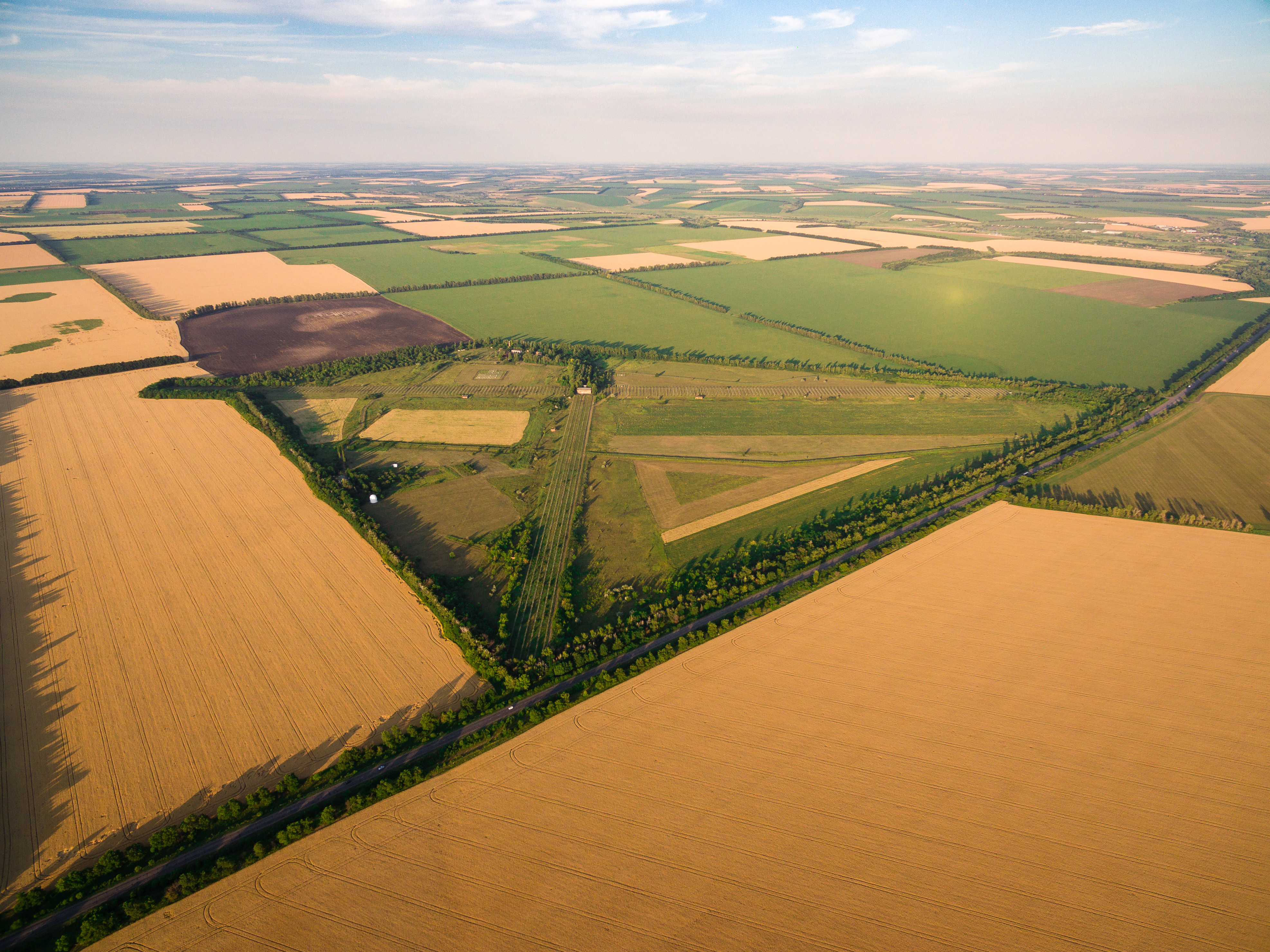
Радіотелескоп УТР-2. Харків

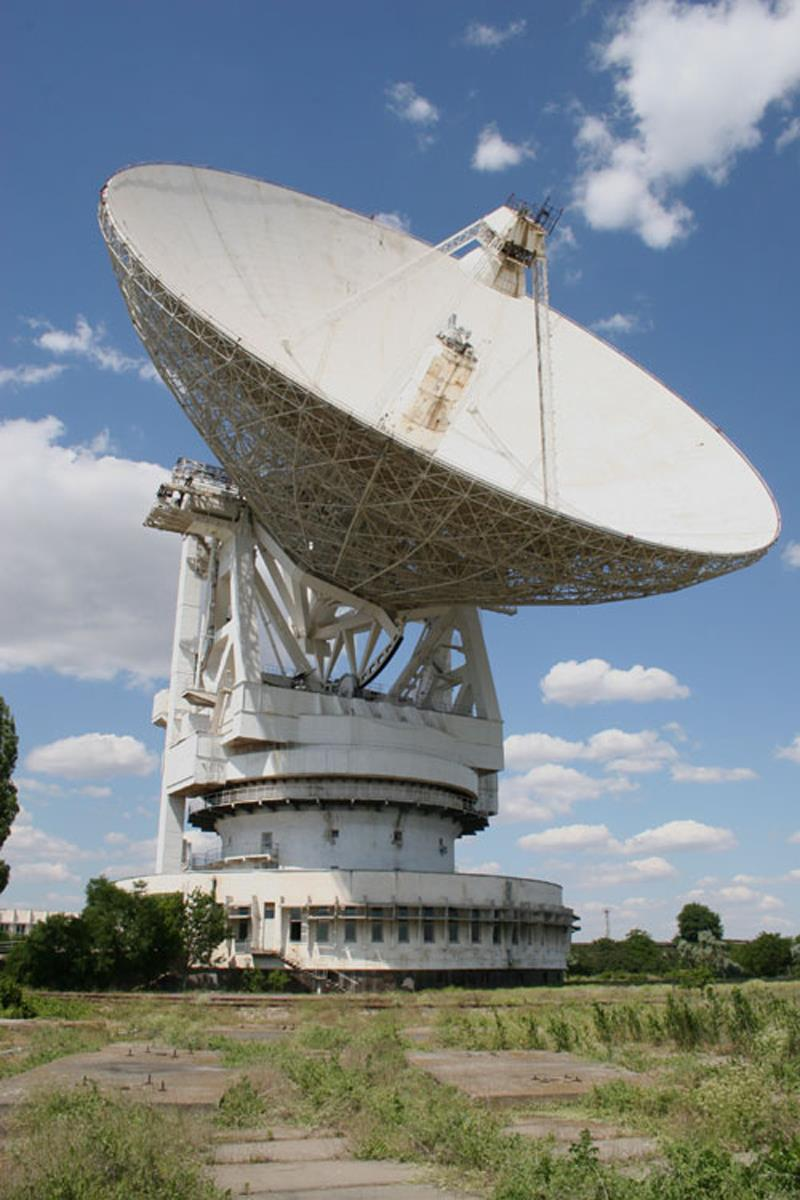
радіотелескоп РТ-70

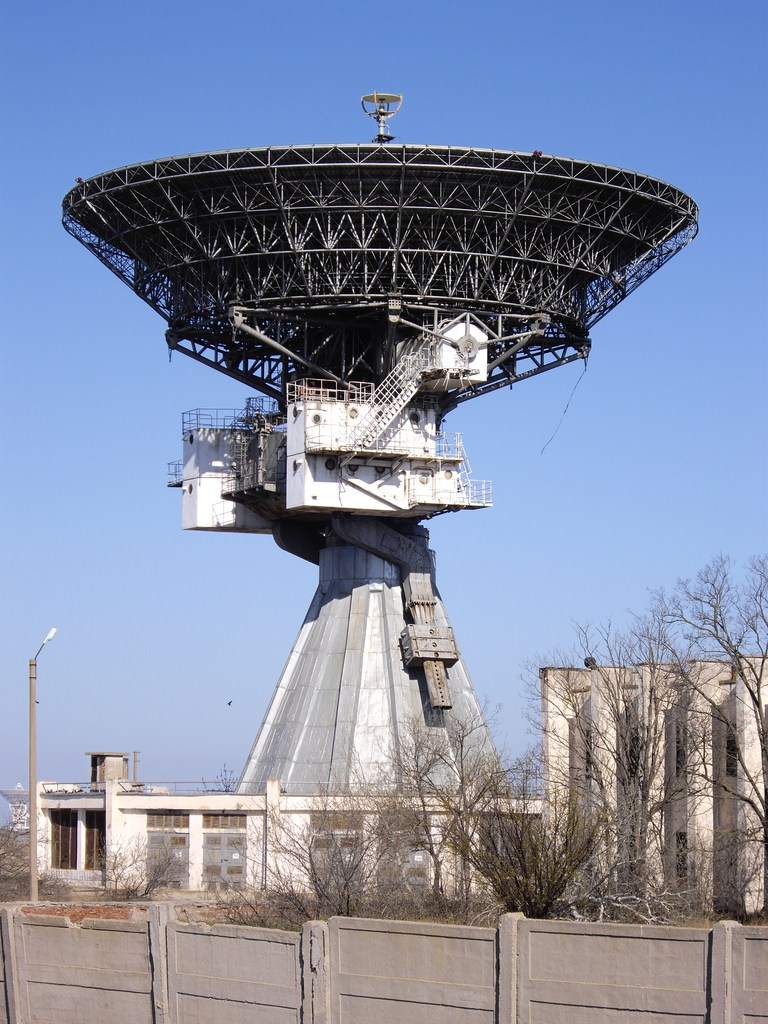
П-400 біля селища Заозерне

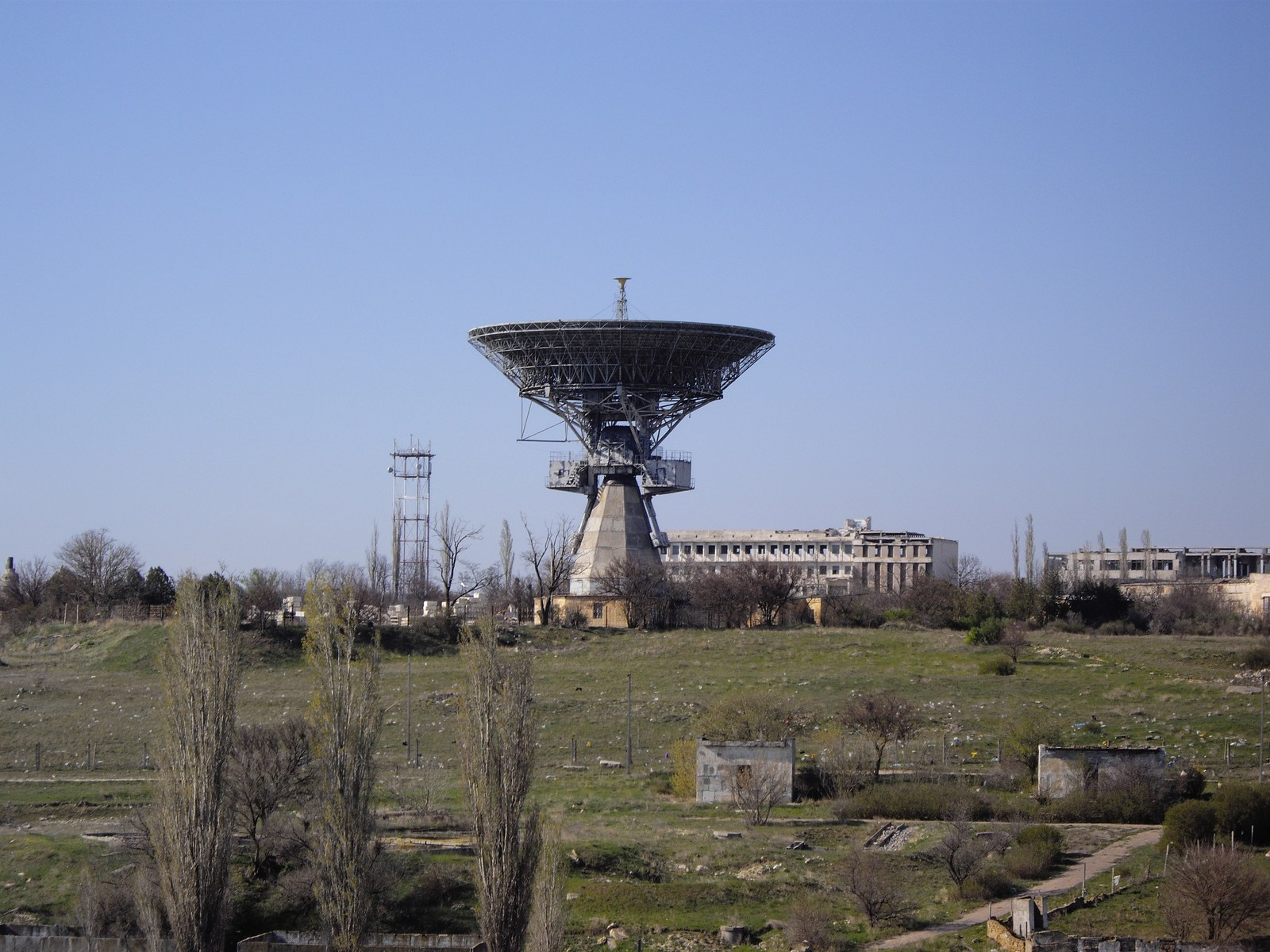
Радіотелескоп ТНА-400 біля Сімферополя

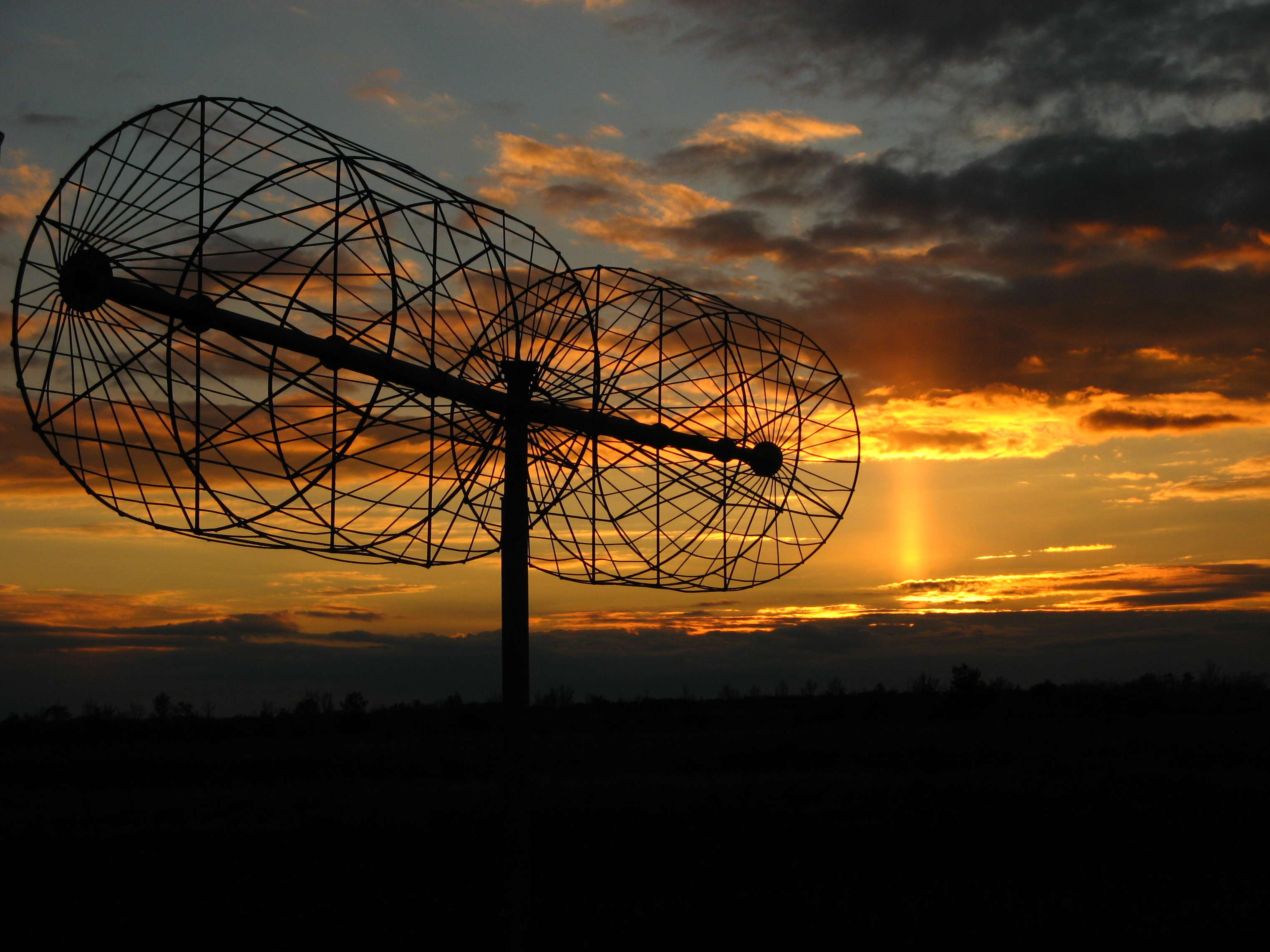
Диполь антенної решітки радіотелескопу УТР-2 та захід Сонця зі світловим стовпом. Село Волохів Яр.

Всередині антенного дзеркала радіотелескопа РТ-70, Євпаторія, Україна.

Радіовипромінювання космічного походження на хвилі 14,6 м вперше було зареєстровано К. Янським (США) у 1931 році за допомогою антени, призначеної для дослідження радіоперешкод від блискавок. Після того, для його приймання створили обладнання різних систем. Перший радіотелескоп збудував Ґроут Ребер (англ. Grote Reber), радіоаматор з Уіттона (Іллінойс, США) у 1937 році на задньому подвір'ї своїх батьків. Його апарат мав параболічну форму антени діаметром 9 м. За його допомогою Грот накреслив зоряну мапу в радіодіапазоні на якій виділялись центральні області Чумацького шляху та «яскраві» об'єкти Лебідь А (Cyg A) та Кассіопея A (Cas A). Швидкий розвиток радіотелескопії почався в 1940-х роках. У Австралії в 1948 був споруджений перший радіоінтерферометр, а в 1953 — перший хрещатий радіотелескоп. Великий повноповоротний параболоїд діаметром 76 м уперше споруджений у Великій Британії в 1957 році. Принцип отримання зображення з високою роздільною здатністю методом послідовного синтезу апертури розвивається з 1956 року в Кембриджі. У 1967 в США і Канаді проведені перші спостереження на інтерферометрах із незалежним записом сигналів і надвеликими базами. До 1975 кращі за точністю повноповоротні параболоїди встановлено на радіоастрономічних обсерваторіях в Еффельсберзі, Пущині і Сімеїзі, на Кітт-Піку.
Радіотелескоп із нерухомою сферичною чашею споруджений в кратері вулкана в Аресібо (Пуерто-Рико) (діаметр 300 м, мінімальна довжина хвилі — 10 см). Має дуже велику збираючу поверхню і застосовується як локатор для картографування планет.
Хрестоподібні та кільцеві радіотелескопи функціонують у Молонгло, Австралія (хрест з 2 сітчастих параболічних циліндрів), Харкові (Т-подібна антена 1 800 x 900 м, складається з 2 040 вібраторів, λ = 10—30 м), Пущині (хрест з 2 циліндрів 1 000 x 1 000 м, λ = 2-10 м), Калгурре, Австралія (96 параболоїдів діаметром 13 м, розташованих по кільцю діаметром 3 км). Найбільші радіотелескопи апертурного синтезу — в Кембриджі, Велика Британія (λ = 5 см) та Вестерборці, Нідерланди (λ = 6 см).
Уявлення про небесні тіла та їхні системи надзвичайно збагатилися після того, як почали вивчати їхнє радіовипромінювання.

## Найбільші радіотелескопи світу
| Розташування                                            | Тип антени                                | Розмір                     | Мінімальна робоча довжина хвилі |
| ------------------------------------------------------- | ----------------------------------------- | -------------------------- | ------------------------------- |
| США, Грін Бенк (англ.)                                  | Параболічний сегмент з активною поверхнею | 110 x 100 м                | 6 мм                            |
| Німеччина, Еффельсберг Еффельсберзький радіотелескоп    | Параболічний рефлектор                    | 100 м                      | 7 мм                            |
| Велика Британія, Джодрелл-Бенк                          | Параболічний рефлектор                    | 76 м                       | 1,3 см                          |
| Україна, Євпаторія РТ-70 (П-2500)                       | Параболічний рефлектор                    | 70 м                       | 1 см                            |
| Росія, Калязін TNA 1500                                 | Параболічний рефлектор                    | 64 м                       | 1 см                            |
| Росія, Ведмежі озера TNA 1500                           | Параболічний рефлектор                    | 64 м                       | 1 см                            |
| Австралія, Паркс Обсерваторія Паркса Parkes Observatory | Параболічний рефлектор                    | 64 м                       | 7 мм                            |
| Японія, Нобеяма NRO                                     | Параболічний рефлектор                    | 45 м                       | 1 мм                            |
| Італія, Медічина                                        | Параболічний рефлектор                    | 32 м                       | 1,3 см                          |
| Росія, Світле                                           | Параболічний рефлектор                    | 32 м                       | 5 мм                            |
| Україна, Євпаторія П-400                                | Параболічний рефлектор                    | 32 м                       | від 8 см                        |
| Україна, Сімферополь ТНА-400                            | Параболічний рефлектор                    | 32 м                       | від 40 см                       |
| Україна, Золочів                                        | Параболічний рефлектор                    | 32 м                       | від 1.35 см                     |
| Іспанія, Гранада IRAM                                   | Параболічний рефлектор                    | 30 м                       | 1 мм                            |
| Пуерто-Рико, Аресібо                                    | Сферичний рефлектор                       | 300 м                      | 10 см                           |
| Росія, Зеленчуцька РАТАН-600                            | Антена змінного профілю                   | 588 м                      | 3 мм                            |
| Франція, Нансі                                          | Дводзеркальний                            | 2 х 40 м х 300 м           | 11 см                           |
| Росія, Пущино ДКР-1000                                  | Хрест із двох параболічних циліндрів      | 2 х 1000 м х 40 м          | 2,5 м                           |
| Україна, Харків УТР-2 www                               | Система дипольних антен, «Т»              | 1860 м х 50 м 900 м х 50 м | 12 м                            |
| Індія, Уті Ooty Radio Telescope                         | Параболічний циліндр                      | 500 м х 30 м               | 91 см                           |
| Італія, Медічина «Північний хрест»                      | «Т» з двох параболічних циліндрів         | 2 х 500 м х 30 м           | 70 см                           |